# Darab Co
Darab Co (kinesiska: Darebu Cuo, 达热布错, 达绕错) är en sjö i Kina. Den ligger i den autonoma regionen Tibet, i den sydvästra delen av landet, omkring 820 kilometer nordväst om regionhuvudstaden Lhasa. Darab Co ligger 4 433 meter över havet. Arean är 21,0 kvadratkilometer. Den sträcker sig 6,8 kilometer i nord-sydlig riktning, och 5,5 kilometer i öst-västlig riktning.
Genomsnittlig årsnederbörd är 250 millimeter. Den regnigaste månaden är juli, med i genomsnitt 51 mm nederbörd, och den torraste är november, med 1 mm nederbörd.